# Шемовці
46°01′ пн. ш. 16°59′ сх. д. / 46.02° пн. ш. 16.99° сх. д.
Шемовці (хорв. Šemovci) — населений пункт у Хорватії, в Копривницько-Крижевецькій жупанії у складі громади Вір'є.

## Населення
Населення за даними перепису 2011 року становило 512 осіб.
Динаміка чисельності населення поселення: